# Bruno Brivonesi
Bruno Brivonesi (Ancona, 16 luglio 1886 – Roma, 1º dicembre 1973) è stato un ammiraglio italiano, che prese parte alla guerra italo-turca, alla prima e alla seconda guerra mondiale. Fu un pioniere dell'aviazione navale, pilota di dirigibili e idrovolanti. Suo fratello, Bruto Brivonesi, era anch'egli un ammiraglio.

## Biografia
Nacque ad Ancona il 16 luglio 1886, figlio di Benedetto e Ida Costanzi, ed entrò alla Regia Accademia Navale di Livorno da cui uscì con il grado di guardiamarina. Prese parte alle operazioni di soccorso in occasione del terremoto di Messina del 1908, ricevendo un encomio solenne e venendo decorato con una Medaglia di bronzo al valor civile. Il 30 gennaio 1910 venne assegnato, insieme ad altri ufficiali a frequentare il primo corso di pilotaggio per dirigibili presso la Scuola dirigibilisti di Vigna di Valle, iniziando del corso il 15 febbraio dello stesso anno.
Verso al fine dell'agosto del 1911 prese parte come pilota del dirigibile P.2 alle grandi manovre del Regio Esercito tenutesi nel Monferrato, alla presenza del Capo di stato maggiore generale Alberto Pollio. In quella occasione ebbe l'onore di trasportare a bordo dell'aeronave Vittorio Emanuele III e il suo aiutante di campo generale, il contrammiraglio Paolo Thaon de Revel.
Il 29 settembre successivo scoppiò la guerra italo-turca, ed egli partì per la Libia come pilota di dirigibili. il 3 dicembre arrivando a Tripoli insieme ai componenti del reparto al dirigibile P.2 iniziando le operazioni belliche nel marzo del 1912.
Al ritorno in Italia venne imbarcato, in qualità di secondo direttore di tiro, sulla nave da battaglia Dante Alighieri, per essere successivamente inviato presso la Stazione Idrovolanti dell'Isola di Sant'Andrea (Venezia) a Venezia per conseguire il brevetto di pilota di idrovolante, in vista dell'imbarco di un velivolo Curtiss Model F. sulla corazzata. Dopo aver frequentato un corso presso l'Accademia Navale, durante il 1913 venne promosso tenente di vascello e si reimbarcò nuovamente sulla corazzata, rimanendovi fino all'ottobre dello stesso anno quando fu destinato all'imbarco su un nuovo tipo di dirigibile allora in fase di allestimento presso l'idroscalo di Vigna di Valle, il V.1 Città di Jesi. Dopo l'entrata in guerra del Regno d'Italia, il 24 maggio 1915, il 28 giugno successivo assunse il comando dell'aeronave e dello scalo di Ferrara. Alle 21.00 del 5 agosto decollò da Ferrara al comando della sua aeronave per effettuare un'azione di bombardamento contro la base navale di Pola. Arrivato sul bersaglio alle 23.40 la violenta reazione contraerea colpì il Città di Jesi che, gravemente danneggiato, iniziò a perdere quota fino a toccare la superficie del mare. Dopo aver cercato di distruggere il dirigibile, egli e il suo equipaggio vennero recuperati e fatti prigionieri da una torpediniera austro-ungarica. Trasferito presso il campo di prigionia di Mauthausen, rientrò in Patria nel maggio 1917, simulando una grave malattia che ne favorì il rimpatrio per motivi di salute.
Dopo la fine del conflitto divenne comandante in successione dei dirigibili M.15 e M.6, sul quale, capitano di corvetta, meritò la terza medaglia d'argento per comportamento e perizia evidenziate nel corso di un volo sorpreso da violento fortunale.
Poi comandante del cacciatorpediniere Solferino, degli esploratori Nicolò Zeno e Carlo Mirabello e del cacciatorpediniere Insidioso. Negli corso degli anni trenta fu distaccato presso il comando della Regia Aeronautica, e tra l'8 novembre 1935 e il 6 settembre del 1936, in qualità di capitano di vascello, fu comandante dell'incrociatore pesante Trento. Tra la fine del 1936 e il 1939 ricoprì l'incarico di Addetto navale presso l'Ambasciata d'Italia a Londra, curando i rapporti tra le due marine al tempo della guerra civile spagnola, e nel luglio del 1938, con il grado di Contrammiraglio, guidò una formazione navale composta dalle navi scuola Amerigo Vespucci e Cristoforo Colombo, con a bordo i cadetti dell'Accademia Navale, in un viaggio di istruzione in Irlanda.
Tra il 1939 e il 24 aprile del 1940 fu comandante dell'Accademia Navale di Livorno, per assumere quindi quello del Comando Superiore Marina "Libia", alzando la sua insegna sul posamine Monte Gargano.
Il 24 aprile 1941 sostituì il contrammiraglio Luigi Sansonetti alla testa della 3ª Divisione navale, composta dagli incrociatori pesanti Trento e Trieste, e dai cacciatorpediniere Alpino, Bersagliere, Fuciliere, e Granatiere.
Al comando delle unità della 3ª Divisione navale il 9 novembre 1941 non riuscì ad impedire la distruzione del convoglio Duisburg. Per il nefasto esito del combattimento fu sollevato dal comando, sostituito dal contrammiraglio Angelo Parona, e sottoposto a procedimento disciplinare. Prosciolto da ogni accusa nel luglio 1942 fu assegnato al presidio territoriale di Marisardegna con Quartier generale sull'isola della Maddalena.
Dopo la caduta del fascismo avvenuta il 25 luglio 1943, e il conseguente arresto, Benito Mussolini venne trasferito da Roma sull'isola della Maddalena, ed egli come Comandante Militare Marittimo Autonomo della Sardegna fu nominato responsabile del prigioniero, rinchiuso a Villa Weber. I due si detestavano dai tempi della distruzione del convoglio Duisburg, e i loro rapporti furono sempre molto freddi. Il giorno 27 agosto predispose il trasferimento di Mussolini sul continente a bordo di un idrovolante CANT Z.506 Alcione.
All'atto dell'armistizio dell'8 settembre 1943 egli venne convocato dall'ammiraglio Raffaele de Courten a Roma, dove alle 12:30 ricevette alcuni documenti che avrebbe dovuto consegnare all'ammiraglio Carlo Bergamini, comandante della Forza Navale da Battaglia, all'atto del passaggio nelle vicinanze della Maddalena del convoglio al suo comando: si trattava delle clausole armistiziali ed ulteriori istruzioni. L'affondamento da parte dei tedeschi della corazzata Roma, sulla quale era imbarcato Bergamini, avvenuto il 9 settembre, rese tuttavia inutile la missione. Ritornato immediatamente a La Maddalena si trovò a dover affrontare la manovra di ritirata della Wehrmacht dalla Sardegna verso la Corsica. I tedeschi, pur avendo ricevuto dal generale Antonio Basso il lasciapassare per la loro evacuazione dall'isola per garantirsi la sicurezza del passaggio delle Bocche di Bonifacio decisero di assumere il controllo della piazzaforte, la cui guarnigione contava migliaia di uomini, armati anche con cannoni di grosso calibro. Un manipolo di tedeschi occupò di sorpresa il Comando della Regia Marina poco dopo mezzogiorno del 9 settembre, prendendo prigioniero Brivonesi stesso insieme agli ufficiali del comando, che furono liberati solo qualche giorno dopo a seguito di una sanguinosa reazione avviata per iniziativa di alcuni sottufficiali, marinai e carabinieri italiani, con l'accordo finale tra le parti di non ostacolarsi.
Nell'aprile del 1946 fu insignito del titolo di Cavaliere dell'ordine militare di Savoia e posto in congedo definitivo. Nel 1952 uscì il libro dello scrittore Antonino Trizzino Navi e poltrone che criticava pesantemente il suo operato in occasione dello scontro del 9 novembre 1941, arrivando praticamente ad accusarlo di codardia di fronte al nemico. Egli citò in giudizio lo scrittore per diffamazione e vilipendio, tuttavia nel 1954 Trizzino venne assolto da ogni capo accusa dal Tribunale di Milano.
È morto a Roma il 1 dicembre 1973.

## Pubblicazioni
- Verso Mauthausen. Il dramma del “Città di Jesi”, Casa Editrice Ardita, Roma, 1933.
- Mare e Cielo. Ricordi e nostalgie di un pioniere dell'aeronautica, Giusti editore, Livorno, 1938.
- La commemorazione di Costanzo Ciano al Fascio di Londra, Regia Ambasciata d'Italia, [fuori collana], Londra, 1939, pagg. 20.[N 8]
- La Marina e lo sviluppo iniziale dell'arma aerea, Rivista Marittima, Stato Maggiore della Marina Militare, Roma, 1959.
- Il castello aragonese “S. Angelo” di Taranto, Istituto Storico di Cultura dell'Arma del Genio, Roma, 1967.

### Annotazioni
1. ↑  Si trattava del tenente di vascello Castruccio Castracane degli Antelminelli e dei sottotenenti di vascello Giulio Valli e Manfredo Gravina di Ramacca.
2. ↑  Si trattava del comandante del Cantiere Dirigibili, tenente di vascello Guido Scelsi, dodici ufficiali (tenenti di vascello Giulio Valli, Emanuele Ponzio, Salvatore Denti Amari di Pirajno, Castruccio Castracane degli Antelminelli, capitano del genio Luigi Mina, tenente d'artiglieria Luigi Scelso, tenente dei bersaglieri Giuseppe Manni, tenente del genio Tullio Biffi, sottotenente di vascello Bruno Brivonesi, sottotenenti del genio Giuseppe Valle e Raffaele Senzadenari), cinque sottufficiali e 292 uomini di truppa.
3. ↑  Il gemello P.3 arrivò in Libia l'11 dicembre.
4. ↑  La Scuola di volo di Sant'Andrea era diretta dal tenente di vascello Manlio Ginocchio, con il capitano Alessandro Guidoni come istruttore in seconda. I primi allievi furono i tenenti di vascello Viotti Djalma, Guido Cavalieri, Bruno Brivonesi, il tenente macchinista Francesco Grütter ed il capo timoniere Enrico Mendoza.
5. ↑  Benito Mussolini, come scrisse nel libro La Storia di un anno, lo riteneva personalmente responsabile del disastro navale, costato la perdita di dieci navi, sette mercantili e tre navi da guerra, e la vita di parecchie centinaia di marinai.
6. ↑  Il 19 agosto egli si recò in visita a Mussolini per recapitargli il dono di Hitler, a lui destinato, che consisteva in 24 volumi dell'Opera Omnia di Nietzsche autografati dal Führer.
7. ↑  Insieme agli ammiragli Gino Pavesi, comandante dell'isola di Pantelleria accusato di essersi arreso senza combattere agli angloamericani, e Priamo Leonardi, al comando della piazzaforte di Augusta nel luglio 1943.
8. ↑  Discorso tenuto dal Contrammiraglio Bruno Brivonesi all'Ambasciata Italiana di Londra per commemorare Costanzo Ciano.

### Fonti
1. 1 2 3 4  Dizionario Biografico Uomini della Marina Militare pp. 96-97
2. 1 2  Gazzetta Ufficiale del Regno d'Italia n.130 del 3 giugno 1911.
3. 1 2 3  Ferrante 2011, p. 99.
4. ↑  Mario Cecon, La tragica fine del dirigibile “Città di Jesi”, Rivista Italiana Difesa, Chiavari.
5. 1 2 3  Brescia 2012, p. 227.
6. 1 2 3  Ferrante 2011, p. 101.
7. 1 2 3 4 5 6  Tirondola2013, p. 57.
8. 1 2 3 4 5 6 7  Dizionario Biografico Uomini della Marina Militare pp. 96-97
9. ↑  Mallett 2003, p. 142.
10. 1 2  Mallett 2003, p. 143.
11. ↑  Irish Times, 6 July 1938.
12. ↑  Pettibone 2010, p. 40.
13. ↑  Pettibone 2010, p. 162.
14. ↑  Pettibone 2010, p. 159.
15. 1 2 3  Marenco 2009, p. 24.
16. ↑  Der Feind hörte uns denken, DER SPIEGEL, Rudolf Verlag Gmbh, 16 dicembre 1953.
17. ↑  La riscoperta di Trizzino lo scrittore delle guerre, La Repubblica, 16 marzo 2007.
18. ↑  Gazzetta Ufficiale del Regno d'Italia n.47 del 26 febbraio 1932.
19. ↑  Gazzetta Ufficiale del Regno d'Italia n.277 del 27 novembre 1940.